# Mieczysław Kwieciński
Mieczysław Kwieciński (ur. 2 czerwca 1893 w Miechowie, poległ 23 maja 1915 w Przepiórowie) – porucznik Legionów Polskich, kawaler Orderu Virtuti Militari.

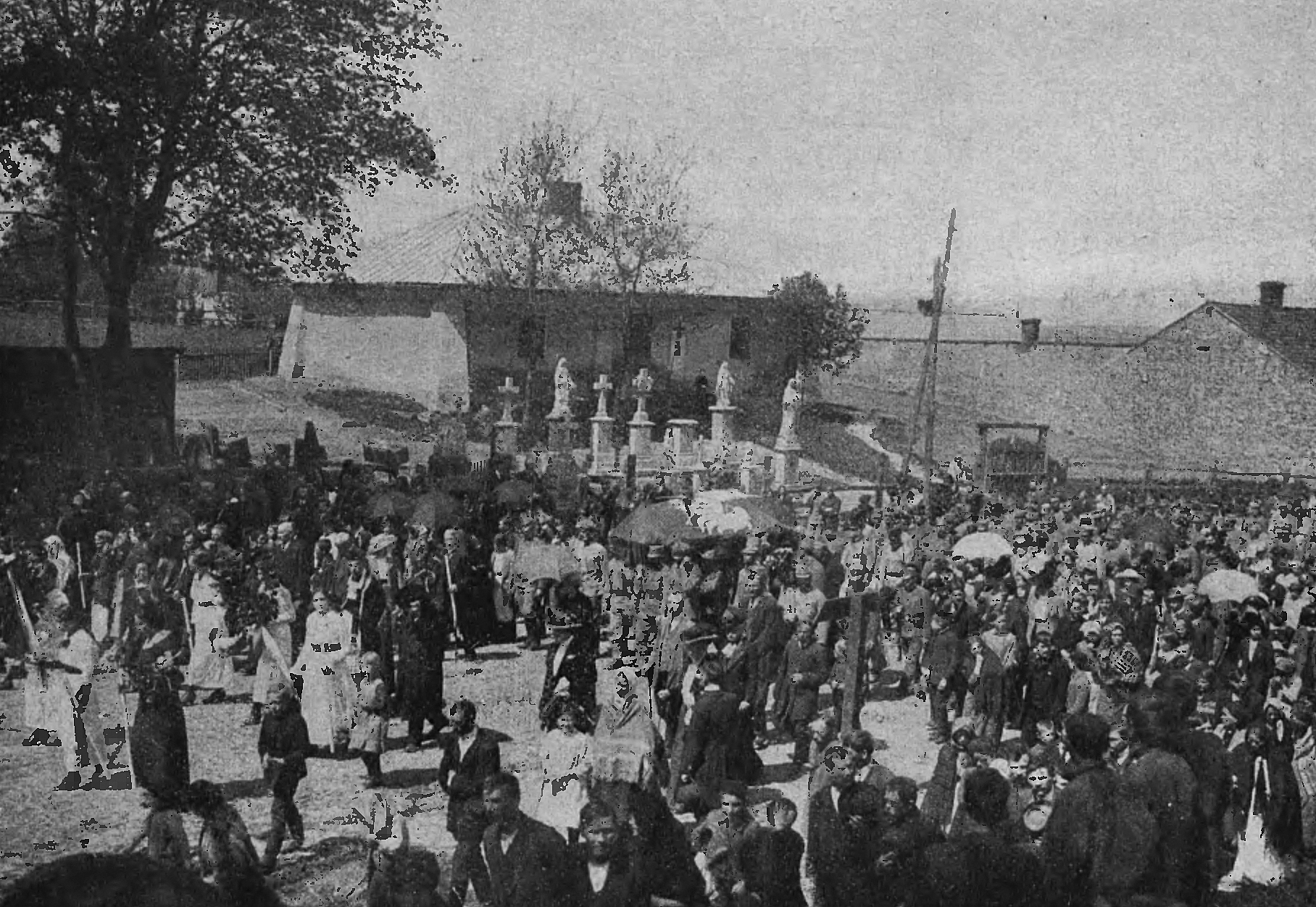
Uroczystości pogrzebowe Mieczysława Kwiecińskiego w Miechowie (1916)

## Życiorys
Urodził się w rodzinie Mateusza (urzędnika) i Weroniki z domu Klatt.
W 1911 ukończył średnią szkołę handlową w Kielcach i rozpoczął studia na wydziale chemii uniwersytetu w Liège. Tam też przystąpił do struktur Związku Walki Czynnej i Związku Strzeleckiego. Odbył kurs oficerski dla członków tychże Związków. w 1913 r. objął wraz z Aleksandrem Myszkowskim, również późniejszym oficerem Legionów, szefostwo szkoły podoficerskiej. W maju 1913 r. zaprezentował efekty swojej pracy komendantowi Związku Józefowi Piłsudskiemu. Po wybuchu I wojny światowej zgłosił się do służby i od sierpnia 1914 r. dowodził IV plutonem 13 kompanii strzeleckiej. W dniu 9 października 1914 został mianowany na stopień podporucznika .
Następnie (po reorganizacji w I Brygadę) walczył w Legionach Polskich, gdzie objął dowództwo plutonu w 3 kompanii II batalionu 5 pułku piechoty. Z dniem 1 stycznia 1915 został awansowany do rangi porucznika, po czym został dowódcą 4 kompanii II batalionu 5 pp. Brał udział w bitwach pod Konarami i Przepiórowem, w których odznaczył się odwagą i bohaterstwem. Poległ w drugiej z tych bitew prowadząc swą kompanię do kontrataku na bagnety. Mieczysław Kwieciński nie zdążył założyć rodziny.
W 1916 został ekshumowany, a jego szczątki przeniesiono na cmentarz parafialny w Iwanowicach koło Słomnik. Uroczystości pogrzebowe trwały 4 i 5 maja 1916 w kilku miejscach ziemi miechowskiej.
Pośmiertnie odznaczony został Krzyżem Srebrnym Orderu Virtuti Militari, nadanym dekretem Wodza Naczelnego marszałka Józefa Piłsudskiego L.12845 z 17 maja 1922, opublikowanym w Dzienniku Personalnym Ministerstwa Spraw Wojskowych Nr 2 z dnia 6 stycznia 1923.

## Ordery i odznaczenia
- Krzyż Srebrny Orderu Wojskowego Virtuti Militari nr 6482 – pośmiertnie, 17 maja 1922[6][7][8]
- Krzyż Niepodległości – pośmiertnie
- Znak oficerski „Parasol”[2]